# Сараевская синагога
Сараевская синагога (босн. Sarajevska sinagoga) — ортодоксальная иудейская община и синагога, расположенная на южном берегу реки Миляцка в Сараево, в Боснии и Герцеговине. Построена в 1902 году и является единственной действующей синагогой в Сараево на сегодняшний день. Община исповедует ашкеназский обряд.

## История
История евреев в Сараево насчитывает более 400 лет, с 1541 года, когда первые еврейские поселенцы-сефарды прибыли через Салоники. Эти поселенцы были в основном ремесленниками, торговцами, фармацевтами и врачами. В 1577 году с разрешения Паши Сиавуша они построили свой собственный квартал, известный как Эль-Кортихо. В 1580 году община с помощью турецкого благотворителя построила синагогу в Эль-Кортихо в здании под названием Велика Авлия. К концу XVI века здание, в котором находилась Велика Авлия, стало известно как Старый еврейский собор, первая синагога Сараево. Здание сгорело в 1679 и 1778 годах и каждый раз строилось заново. Затем в здании располагался музей, а после повторного освящения стало пригодно для проведения служб. Рядом находится Новая синагога, которая является художественной галереей, принадлежащей еврейской общине Сараево.
Евреи-ашкеназы начали прибывать в Сараево после того, как Австро-Венгрия оккупировала Боснийский вилайет в 1878 году. К следующему году прибыло достаточно ашкенази, чтобы сформировать ассоциацию: первым ашкеназским раввином для боснийской общины стал Бернхард Бухвальд. Земля была куплена в 1893 году с помощью Х. Леви. Они начали планировать строительство собственной синагоги в 1895 году, первоначальный проект был сделан австрийским архитектором Вильгельмом Стяссны, который проектировал синагоги в Вене и Праге. Вильгельм Стяссны продвигал стиль мавританского возрождения. Окончательный проект сделал чешский архитектор Карел Паржик. Фактические работы были выполнены подрядчиком Людвигом Юнгвиртом, а внутренняя отделка была сделана Людвигом Ойснером. В 1902 году была освящена 4-этажная синагога, население евреев-ашкенази в то время составляло около 1400 человек.
Сефардская община построила свою собственную синагогу Il Kal Grande в 1932 году, которая стала самой большой синагогой на Балканах. В 1941 году была разрушена нацистами во время Второй мировой войны, но ашкеназской синагоге удалось избежать полного уничтожения. Немцы использовали синагогу как конюшню. Синагогальный ковчег и декор в нижней части синагоги были уничтожены.
Холокост 1940-х годов и война в Боснии и Герцеговине 1990-х годов привели к тому, что осталось менее 5700 евреев в бывшей Югославии. Еврейская община, как и вся страна, когда-то определялась уникальным сочетанием восточных и западных традиций. Популяции сефардских и ашкеназских евреев мирно сосуществовали со своими христианскими и мусульманскими соседями в Сараево и других местах Боснии и Герцеговины.
В 1964 году для празднования 400-летия прибытия евреев в Боснию и Герцеговину главная молитвенная комната была перенесена на верхний этаж. Первый этаж используется для праздничных и общественных мероприятий, таких как свадьбы и бар-мицву.